# زال باتمانقلیچ
زال باتمانقلیچ (زاده ۱۹۸۰/۱۹۸۱) نویسنده و کارگردان امریکاییست. او تاکنون سه فیلم را نویسندگی و کارگردانی نموده‌است. آوای صدای من در ۲۰۱۱ و شرق در ۲۰۱۳، هردو جایزه فستیوال فیلم سان دنس را ازآن خود نموده‌است.

## زندگی‌نامه
زال باتمانقلیچ در فرانسه زاده شده و والدین او ایرانی هستند. مادر او نجمیه باتمانقلیچ نویسنده کتاب آشپزی و پدرش محمد باتمانقلیچ ناشر است. برادرش رستم باتمانقلیچ عضو گروه موسیقی آخرهفته خون‌آشام یا ومپایرویکند است. هردو برادر زاده فرانسه و بزرگ شده در واشینگتن و هر دو همجنسگرا هستند. او در دانشگاه جرج تاون مردم‌شناسی و زبان انگلیسی خوانده‌است.

## فیلم‌شناسی
- رکوردیست (۲۰۰۷) – نویسنده، کارگردان
- آوای صدای من (۲۰۱۱) – نویسنده، کارگردان
- شرق (۲۰۱۳) – نویسنده، کارگردان